# HockeyAllsvenskan 2011/2012
Sezóna 2011/2012 byla 30. sezónou švédské druhé nejvyšší hokejové soutěže – HockeyAllsvenskan. Do Kvalserien (baráže o nejvyšší soutěž) postoupily týmy Örebro HK, Leksands IF, BIK Karlskoga a Rögle BK. V baráži uspěl pouze tým Rögle BK, který tak postoupil do dalšího ročníku Elitserien.

## Základní část
| Vysvětlivky                                                     |
| --------------------------------------------------------------- |
| Tým přímo postupující do Kvalserien (baráže o nejvyšší soutěž)  |
| Tým postupující do Förkvalserien (předkola baráže)              |
| Tým hrající Kvalserien till Hockeyallsvenskan (baráž o udržení) |

| Poř. | Tým              | Z  | V  | VP | VSN | PSN | PP | P  | VG  | IG  | B   |
| ---- | ---------------- | -- | -- | -- | --- | --- | -- | -- | --- | --- | --- |
| 1.   | Örebro HK        | 52 | 32 | 2  | 0   | 0   | 2  | 16 | 173 | 132 | 107 |
| 2.   | Leksands IF      | 52 | 27 | 1  | 6   | 3   | 2  | 13 | 152 | 101 | 98  |
| 3.   | BIK Karlskoga    | 52 | 30 | 2  | 2   | 0   | 1  | 17 | 149 | 120 | 97  |
| 4.   | VIK Västerås HK  | 52 | 29 | 1  | 0   | 3   | 3  | 16 | 157 | 116 | 90  |
| 5.   | Rögle BK         | 52 | 21 | 3  | 4   | 4   | 4  | 16 | 171 | 150 | 89  |
| 6.   | IK Oskarshamn    | 52 | 23 | 2  | 2   | 3   | 2  | 20 | 146 | 145 | 86  |
| 7.   | Malmö Redhawks   | 52 | 22 | 1  | 5   | 2   | 1  | 21 | 139 | 140 | 84  |
| 8.   | Mora IK          | 52 | 22 | 2  | 3   | 2   | 2  | 21 | 168 | 144 | 80  |
| 9.   | Södertälje SK    | 52 | 22 | 1  | 1   | 3   | 3  | 22 | 110 | 120 | 78  |
| 10.  | IF Troja-Ljungby | 52 | 19 | 1  | 3   | 3   | 1  | 25 | 134 | 154 | 68  |
| 11.  | Almtuna IS       | 52 | 16 | 4  | 1   | 4   | 2  | 25 | 119 | 143 | 66  |
| 12.  | Tingsryds AIF    | 52 | 15 | 3  | 1   | 3   | 2  | 28 | 110 | 151 | 50  |
| 13.  | Borås HC         | 52 | 13 | 2  | 2   | 3   | 1  | 31 | 114 | 167 | 50  |
| 14.  | IF Sundsvall     | 52 | 11 | 2  | 5   | 2   | 1  | 31 | 123 | 182 | 49  |

## Förkvalserien (předkolo baráže)
| Vysvětlivky                                              |
| -------------------------------------------------------- |
| Tým postupující do Kvalserien (baráže o nejvyšší soutěž) |

| Förkvalserien 2012 | Förkvalserien 2012 | Z | V | R | P | VP | PP | VSN | PSN | VG | IG | +/- | Bon. | B  |
| ------------------ | ------------------ | - | - | - | - | -- | -- | --- | --- | -- | -- | --- | ---- | -- |
| 1.                 | Rögle BK           | 6 | 2 | 2 | 2 | 1  | 0  | 1   | 0   | 22 | 14 | 8   | 3    | 13 |
| 2.                 | Malmö Redhawks     | 6 | 4 | 0 | 2 | 0  | 0  | 0   | 0   | 19 | 13 | 6   | 1    | 13 |
| 3.                 | IK Oskarshamn      | 6 | 3 | 1 | 2 | 0  | 1  | 0   | 0   | 11 | 17 | -6  | 2    | 12 |
| 4.                 | VIK Västerås HK    | 6 | 1 | 1 | 4 | 0  | 0  | 0   | 1   | 13 | 21 | -8  | 4    | 8  |

## Kvalserien till Hockeyallsvenskan (baráž o udržení)
Baráže se zúčastnilo šest týmů: poslední dva celky Hockeyallsvenskan a nejlepší čtyři celky z play off Division 1. Týmy se utkaly dvoukolově každý s každým.
| Kvalserien 2012 | Kvalserien 2012     | Z  | V | R | P | VP | PP | VSN | PSN | VG | IG | +/- | B  |
| --------------- | ------------------- | -- | - | - | - | -- | -- | --- | --- | -- | -- | --- | -- |
| 1.              | Karlskrona HK       | 10 | 8 | 0 | 2 | 0  | 0  | 0   | 0   | 39 | 23 | +16 | 24 |
| 2.              | Borås Hockey        | 10 | 5 | 2 | 3 | 0  | 0  | 1   | 1   | 29 | 27 | +2  | 18 |
|                 |                     |    |   |   |   |    |    |     |     |    |    |     |    |
| 3.              | Asplöven HC         | 10 | 5 | 1 | 4 | 0  | 0  | 0   | 1   | 27 | 23 | +4  | 16 |
| 4.              | Olofströms IK       | 10 | 4 | 2 | 4 | 1  | 0  | 0   | 1   | 35 | 29 | +6  | 15 |
| 5.              | IF Sundsvall Hockey | 10 | 4 | 1 | 5 | 0  | 0  | 1   | 0   | 22 | 33 | -11 | 14 |
| 6.              | Kallinge-Ronneby IF | 10 | 0 | 2 | 8 | 0  | 1  | 1   | 0   | 22 | 39 | -17 | 3  |

██Nominovali se do HockeyAllsvenskan 2012/2013

██Hráli v Division 1 2012/2013
Tým Borås Hockey si sice uhájil svoji příslušnost k HockeyAllsvenskan, ale poté prodal licenci týmu Asplöven HC.